# في محطة المترو
«اينا ستايشن اوف ذا ميترو» (بالإنجليزية: In a Station of the Metro)‏ وتعني بالعربية «في محطة المترو» أو «في محطة قطار الأنفاق»، هي قصيدة تصويرية للشاعر عزرا باوند، نُشرت في أبريل 1913 في المجلة الأدبية الأمريكية الشعر (بالإنجليزية: Poetry)‏. يصف باوند في القصيدة لحظة في محطة قطار أنفاق في باريس عام 1912، وبدلاً من وصف وجوه الناس، شبهها بالقصيدة كـ«معادلة»، هذا النهج جعل القصيدة مثالًا كلاسيكيًا للشعر التصويري.
نُشرت القصيدة لأول مرة عام 1913 وأدرجت لاحقًا في مجموعات باوند لوسترا في عام 1917، ومرة أخرى في مختارات شخصية: قصائد مجمعة لعزرا باوند عام 1926، والتي جمعت أعماله المبكرة قبل قصائد هيو سيلوين موبرلي.

## القصيدة
The apparition of these faces in the crowd:

Petals on a wet, black bough.
تحتوي القصيدة على أربعة عشر كلمة فقط (وهي جملة بلا فعل - مما يجعلها مثالاً جيدًا لشكل الشعر بلا فعل في عصر الحداثة).
كان إلهام عزرا باوند للقصيدة نابعًا أثناء خروجه من مترو باريس. صُدم باوند بالظهور المفاجئ لعدة وجوه جميلة، وواجه صعوبة في العثور على كلمات مناسبة للتعبير عن عمق مشاعره، ووصف صعوبة التقاط جوهر هذه التجربة، واللجوء في نهاية المطاف إلى صياغة موجزة للكلمات. كان باوند مؤثرًا في إنشاء القصائد التصويرية لغاية تركه التصويرية، انضم بعدها لحركة الدوامة (بالإنجليزية: Vorticism)‏ في عام 1914. على الرغم من أن باوند اعتنق التصويرية لفترة وجيزة إلا أنه قال أن التصويرية كانت خطوة مهمة بعيدًا عن الأسلوب المطول للأدب الفيكتوري وقال «أنها من الأشياء الأمريكية التي يمكنني عرضها هنا في باريس دون السخرية منها». «في محطة المترو» هو عمل مبكر لشعر الحداثة حيث يحاول «الخروج من الشعر التقليدي»، ويتضمن استخدام المسافات المرئية كأداة شعرية لشعر لا يحتوي على أفعال.

## تحليل
تجسد القصيدة مفهوم باوند عن "الصورة" في الشعر، مؤكداً على دورها كتركيب عقلي وعاطفي بدلاً من كونها وصفاً بصرياً، لا تكمن قوة القصيدة في صورها الحرفية، بل في الرحلة المؤثرة التي تخلقها للقارئ. يستخدم باوند لغة مجازية، فيشبه الوجوه في المترو بالبتلات على غصن شجرة داكنة، ويشبع القصيدة بطبقات من المعنى والتأثير الحسي. نُشرت القصيدة لأول مرة في عام 1913، وهي ملحوظة ضمن الشعر التصويري بسبب لغتها المختصرة وصورها الحية وابتعادها عن هياكل الشعر التقليدية. أدت الكتابة الدقيقة التي قام به باوند إلى اختصار القصيدة من ثلاثين سطرًا إلى أربع عشرة كلمة فقط، مجسدة المبادئ الأساسية للتصويرية، مستوحاة من لحظة عميقة في محطة كونكورد لمترو باريس، تعكس القصيدة مسعى باوند لنقل عمق مشاعره وإكتشافاته.
القصيدة في جوهرها عبارة عن مجموعة من الصور المدهشة والمؤثرة، والتي تلتقط الحالة العاطفية المميزة التي واجهها باوند خلال تلك اللحظة المحورية، وتمتد أهميتها إلى ما هو أبعد من مجرد الخطوط الأولية، حيث تتعمق في العملية العقلية التي تربطها ببعضها البعض، تسعى القصيدة كما وصف باوند إلى تخليد اللحظة الدقيقة التي يتحول فيها حدث خارجي إلى إحساس داخلي ذاتي.

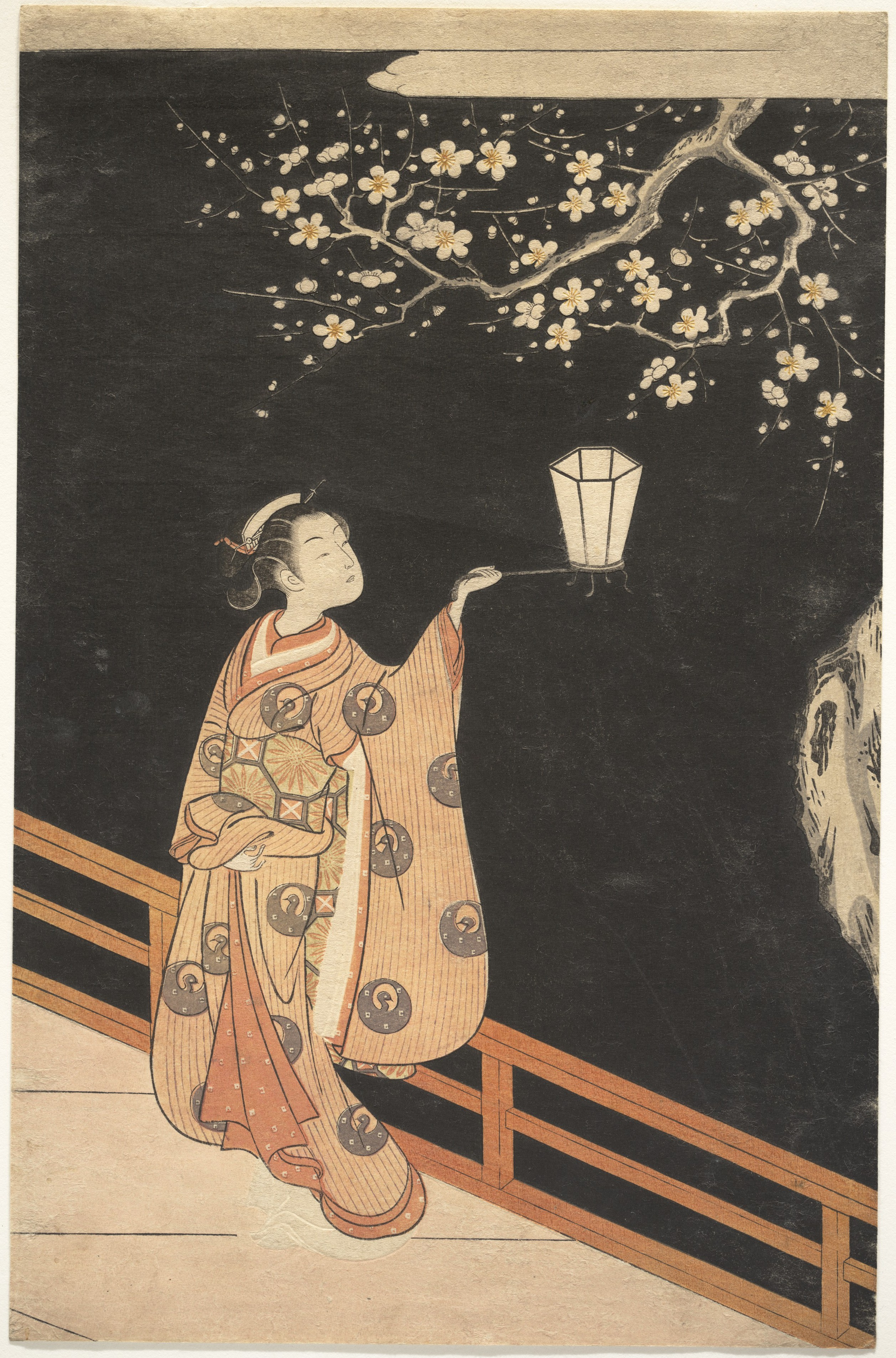
اقترح ريتشارد ألدنجتون أن باوند ربما يكون قد حصل على أفكار من مطبوعة يابانية من أوكييو-إه رآها في المكتبة البريطانية. تحمل المطبوعة اسم «امرأة معجبة بأزهار البرقوق في الليل»، وقد كتبها سوزوكي هارونوبو في القرن الثامن عشر.

استقى باوند، مثل غيره من الفنانين في عصره، أفكارًا من الفن الياباني، ولكن بدلاً من مجرد نسخها، قام بخلطها بأنماط أخرى. من المحتمل أنه رأى مطبوعة لسوزوكي هارونوبو في المكتبة البريطانية، والتي أعطته أفكارًا، ربما حاول خلال تلك الفترة كتابة قصائد تشبه شعر الهايكو.